# تی-آرا
تی-آرا (به کره‌ای: 티아라)، اغلب به عنوان T-ARA یا T♔ARA، یک گروه دخترانه کره جنوبی است که در سالِ ۲۰۰۹ تحت نظارت ام‌بی‌کی انترتینمنت (کور کانتنز مدیا) آغاز به کار کرده‌است و اداره می‌شود.

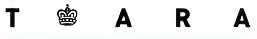
لوگو نام گروه تی ارا

## تاریخچه
سال ۲۰۰۹
در ابتدا پنج نفره متشکل از جیه، جی‌وون، ایون جونگ، هیو مین و جی یون اولین آهنگ خود «شخص خوب» (به کره‌ای: 좋은 사람) را برای موسیقی متن سریال کره‌ای مرد سیندرلا در آوریل ۲۰۰۹ منتشر کرد. سپس جیه و جی‌وون از گروه کناره‌گیری کردند و دو ماه بعد، تی-آرا به عنوان یک گروه شش نفره با اضافه شدن بورام، سوئیون و کیوری در ژوئیه ۲۰۰۹ شکل گرفت و اولین تک آهنگ خود «دروغ» (به کره‌ای: 거짓말) را از اولین آلبوم کامل خود یعنی «اولین آلبوم خالص» منتشر کرد. این گروه تنها مدت کمی پس از انتشار این آلبوم در صدر چارت‌های داخلی کره و چندین کشور دیگر قرار گرفت. به گزارش آل کیپاپ علل موفقیت این گروه سبک نوآورانه و جهان پسندی بود که موسیقی کره‌ای فاقد آن بود.
سال ۲۰۱۰
این موفقیت پایان کار نبود. گروه پس از اضافه کردن یک رپر و وکالیست دیگر به نام ریو هوایونگ در سال ۲۰۱۰ دومین آلبوم خود «وسوسه انگیز» را منتشر کرد. تیتر این آلبوم رولی پولی همان‌طور که انتظار می‌رفت به سرعت به جایگاه اول چارت‌ها رسید و جوایز متعددی را دریافت نمود. تیارا برنده Making Film Top Award SBS Music و Award Gaon Music Award و بسیاری جوایز دیگر و همچنین موفق به کسب عنوان پرفروش‌ترین آلبوم سال شد. این موفقیت نه تنها تأثیر مستقیمی بر موسیقی کی-پاپ افزود بلکه بر شناخت بین‌الملل از کی-پاپ افزود.
سال ۲۰۱۱
این گروه در اواخر ۲۰۱۱ با آلبوم «جعبه جواهر» و تیتر آن «لاوی داوی» برگشت و یک بار دیگر در صدر چارت‌ها بی چون و چرا ایستاد و چندین هفته در موزیک شوها برنده بود. حتی ان زمان که تک‌آهنگ گانگنام استایل از سای منتشر شده بود تی-آرا تنها گروهی بود که توانست با «لاوی داوی» رکورد ماندن در چارت‌ها و برنده شدن در موزیک شوها را بدست آورد.
سال ۲۰۱۲
در اوایل ۲۰۱۲ این گروه به آلبوم زیبای «چشم‌های سیاه» برگشت که تیتر آن «گریه گریه» دارای ۲ ورژن رقص و درام بود که به نوعی سبک جدید، نو و چشمگیری از تی-آرا و کی-پاپ را به ارمغان آورد. همانند فعالیت‌های قبلی این آلبوم نیز جایگاه اول در چارت‌ها را بدست آورد. در همان وهله گروه با همکاری گروه داویچی تک‌آهنگ «ما عاشق بودیم» را منتشر کرد. سپس کمپانی عضو جدید آریوم را به گروه اضافه کرد و گروه با مینی آلبوم «روز به روز» بازگشت. اما در اواخر و ۲۰۱۲ یک اتفاق غیرمنتظره تی-آرا را از اوج به پایین کشاند. ریو هوایونگ رپر اصلی این گروه، گروه را ترک کرد و به دنبال آن یک سری شایعات دروغین گریبانگیر تی-آرا و کمپانی شد که باعث برگشت چشم‌ها از تی-آرا شد. هم‌زمان در این وهله با روی کار آمدن گروه‌های جدید تی-آرا به نوعی از کی-پاپ محو شد. تا اینکه گروه با ۷ عضو با مینی آلبوم «سراب» بازگشت و تیتر آن «عشق جنسی» جایگاه اول در چارت‌های ژاپن و چین و جایگاه قابل قبولی در کره بدست آورد که نشان دهنده سقوط محبوبیت گروه شد. چند ماه بعد ۲ زیر گروه از تی-آرا شروع به کار کردند زیرگروه ان فور شامل جیون، هیومین، ایون جونگ، آریوم بود که در بازار چین و زیرگروه کیوبی‌اس شامل کیوری، بورام، سویون که مستقیماً بر بازار ژاپن فعالیت می‌کردند.
سال ۲۰۱۳
مدتی نگذشت که به دلایل نامعلومی آریوم نیز گروه را ترک کرد و گروه به ترکیب ۶ نفره اصلی خود بازگشت و در ژوئیه ۲۰۱۳ با مینی آلبوم «دوباره» بازگشت. این آلبوم موفقیت بزرگی در چارت‌های کره و خارجی بخصوص چین داشت. تیتر ان «شماره نُه» به سرعت در جایگاه اول تا ۳ از چارت‌ها ایستاد و بازدید موزیک ویدئو در یوتیوب چینی در کمتر از ۱هفته به ۱۳۰ میلیون رسید. ۳ماه بعد تی-آرا با ریپکیج آلبوم «دوباره» که «دوباره ۱۹۹۷» نام داشت بازگشت و موزیک ویدئو «من را می‌شناسی» را در قالب یک موزیک ویدئو دو ورژنه روانه بازار کرد و در اواخر ۲۰۱۳ نیز با یک مینی آلبوم زمستانه به نام «زمستان» بازگشت.
سال ۲۰۱۴
با شروع سال ۲۰۱۴ گروه قول فعالیت بیشتری را داد. در آوریل همان سال گروه با مینی آلبوم «و & آخر» بازگشت و تیتر آن «بدون قند» همانند آلبوم قبلی توجه‌ها را در سطح بین‌المللی به خود جلب کرد که یک فعالیت متفاوت بود. چند ماه بعد یک یونیت ۴نفره از گروه شامل جیون، کیوری، ایون جونگ و هیومین با تک‌آهنگ «سیب کوچک» که همراه گروه چینی چوپ استیک برادرز دبیو کرد و این درب بزرگی را به سوی موفقیت و مشهوریت هرچه تمام تر تی-آرا گشود. این تک‌آهنگ باعث شد تی-آرا در چین به عنوان محبوبترین گروه دخترانه کی-پاپ شناخته شود.
سال ۲۰۱۵
حدود ۹ ماه از آخرین فعالیت تی-آرا می‌گذشت که گروه در تابستان ۲۰۱۵ مینی آلبوم «خیلی خوب» را منتشر کرد.
سال ۲۰۱۶
۱۶ماه بعد و پس از یک استراحت طولانی گروه مینی آلبوم زمستانه خود «یادته» و تیتر آن «تی آمو» (به معنای دوستت دارم) را منتشر کرد که در چارت‌های چینی صدرنشین و پربازدید بود.
سال ۲۰۱۷
در ۱۵ می ۲۰۱۷ قرار داد دو عضو تی-آرا سویون و بورام به پایان رسید و این دو نفر قرارداد خود را تمدید نکردند اما شنیده شد در کامبک ماه ژوئن حضور دارند که بعدها کمپانی خبر لغو آن را داد و گروه قرار است در آخرین فعالیت خود قبل از دیسند شدن با ۴ عضو در ماه ژوئن کامبکی را داشته باشد. آنها در ۱۴ ژوئن ۲۰۱۷ سیزدهمین مینی آلبوم خود «اسم تو چیه؟» را با ۴ عضو باقی مانده یعنی جی یون، هیومین، ایون جونگ و کیوری منتشر کردند.
سال ۲۰۲۰
در ۲ اکتبر ۲۰۲۰، گروه با اجرای "Roly-Poly" و "Sexy Love"، در جشن چوسئوک در کنار U-Kiss, Narsha, Teen Top، و SS501، یک اجرای مجدد برگزار کرد.
سال ۲۰۲۱
در جولای ۲۰۲۱، گروه با حضور در JTBC's Ask Us Anything دوباره متحد شد. در ۲۹ ژوئیه، از طریق دوازدهمین سالگرد این گروه در V-Live اعلام شد که آنها اولین بازگشت خود را بعد از چهار سال قبل از زمستان ۲۰۲۱ انجام خواهند داد. بعداً مشخص شد که گروه با دینگو موزیک برای بازگشت خود با تک آلبوم Re:T-ara در ۱۵ نوامبر ۲۰۲۱ همکاری خواهد کرد. این آلبوم از دو قطعه تشکیل شده‌است: "All Kill" و "Tiki Taka".

## میزان فعالیت اعضا
جیا و جیون در سال ۲۰۰۹، قبل از اولین بازی به دلیل اختلاف‌های خلاقانه، این گروه را ترک کردند. بورام، سویون و کیوری اندکی قبل از اولین تک آهنگ «دروغ» به گروه اضافه شدند. هوایونگ در تاریخ ۲۶ ژوئیه ۲۰۱۰ به این گروه پیوست و بدین ترتیب T-ara را به یک گروه هفت نفره تبدیل کرد. Core Contents Media در تاریخ ۳۰ مه ۲۰۱۲ اعلام کرد که عضو جدیدی به نام دانی پس از اتمام آموزش خود به گروه می‌پیوندد و یک ماه بعد، آروم به T-ara پیوست. بورام و سویون دو عضو اسبق تی-آرا بعد از تاریخ ۶ مارس سال ۲۰۱۷ قراداد خود را تمدید نکردند و گروه را ترک کردند.